# 小谷實
小谷實（日语：小谷みのり，1995年5月30日—），日本前AV女優。所屬事務所是T-POWERS。

## 個人簡歷
出身於熊本縣。2016年9月從AV界出道。特徵是高身材的貧乳。
興趣是購物。
2020年5月18日宣布自AV界引退。

## 外部連結
- 小谷みのり 所屬事務所[]
- 小谷實的X（前Twitter）（2016年9月2日 - ）